# Яснище
Я́снище — село в Україні, у Підкамінській селищній громаді Золочівського району Львівської області. Колишній орган місцевого самоврядування — Паликоровівська сільська рада, якій підпорядковані села Паликорови, Кутище, Яснище. Населення становить 208 осіб.

## Населення
1857 року населення села Кутище становило 356 осіб, 1870 року — 391 особа. За даними, поданими у «географічному словнику Королівства Польського», 1880 року в селі мешкало 409 осіб та 46 осіб мешкало на панському дворі. Станом на 1885 рік населення становило 455 осіб.
В селі, відповідно до перепису 31 грудня 1900 року було 69 житлових будинків, де мешкало 559 осіб (276 чоловіків, 283 жінки) або 433 українці, 106 поляків та 20 юдеїв. На панському дворі мешкало 53 особи (20 чоловіків та 33 жінки) або 30 поляків, 19 українців та 5 юдеїв.
Станом на 30 вересня 1921 року в селі Яснище було 85 будинків, де мешкало 561 особа (260 чоловіків, 301 жінка), з них 417 українців, 140 поляків та 4 юдеїв і чисельнісь населення не змінювалася до 1928 року.
1931 року в селі було 104 будинків, де мешкало 605 осіб.
На початок січня 1939 року в селі мешкало 650 осіб, з них 470 — українці, 180 — поляки

## Географія
Поблизу села протікає річечка Серет Лівий.

## Назва
У сиву давнину вся територія сучасних Яснищ була під лісом. Люди вирубали посеред лісу, неподалік води, галявину і та тvт оселилися. З часом галявина розширювалася, а навкруги поселення розросталася пустка. Люди побачили, що село залишилось на найяснішому місці — з жодного боку на село не падала тінь. Тому дали поселенню назву Ясніско, тобто місце на якому завжди ясно. З часом перейшло у Яснище.
За іншою легендою, ще під час нападів татар, аби село не було примітним для нападників, селяни обсаджували село ясенами, звідси і назва Яснище.

## Історія

### Від першої згадки й до 1939 року
Перша писемна згадка про село припадає на 1546 рік, за іншими даними — 1580 рік. 
У 1552 році власниками декількох поселень Золочівського ключа, у тому числі і Яснищ була родина Гурків.
1648 року села Кутище та Яснище разом мали площу близько двох ланів або 24 га, а населення становило лише 36 осіб. Під час національно-визвольної війни через село проходило козацьке військо під проводом полковника Данила Нечая, яке близько трьох місяців тримало в облозі Бродівський замок. Козацько-татарське військо, що поверталося після перемоги над військом Речі Посполитої у битві під Пилявцями. 1648 року, увійшло на територію Львівської землі з боку Збаража і Тернополя. Тоді села Кутище та Яснище сплатило 21 злотих 27 грошів податку. У 1648—1649 роках збирали подвійний податок для покриття недоїмки минулих років. Цю суму сплатили не селяни, а власниця села — Анна Гурська. Про спустошення сіл Кутище та Яснище у 1649 році присягу перед польською владою складали Іван Вовків з Кутищ та Петро Сидорович з Яснищ. Із сплаченого селами Кутище та Яснище податку можна зробити висновок, що в обох селах, на той час, мешкало близько 210 осіб (10 грошів від особи). Наступного, 1650 року, села мали сплатити 15 злотих 2 грошів податку, але через спустошення села Анни Гурської сплатили лише 9 злотих податку. Відповідно до сплаченої суми, в обох селах залишалося приблизно 90 платоспроможних осіб.
Від 1661 року села Кутище та Яснище перебували у власності Бжуховських. У 1661—1668 роках — у власності Томаша Бжуховського, а від 1668 року — у власності Станіслава Бжуховського. Станіслав Бжуховський у червні 1668 року пожертвував на будівництво лікарні у Підкамені, а також зобов'язався утримувати її. Після його смерті це мали робити його нащадки. Також Станіслав дав розпорядження забезпечувати продуктами всіх убогих, які перебуватимуть у лікарні. За це знедолені повинні були молитися на Славу Божу 2 рази на день.
У 1870 році власником села був Юзеф Мйончинський. 1890 року Мйончинський в селі Яснище мав 2 корчми та млин, а також був власником близько 190 га землі. За що в державну казну платив 93 злотих земельного податку та 48 злотих податку з будівель. На той час в селі існувала кредитна спілка з капіталом у 178 злотих. 1900 року у власності Мйончинського було вже 223 га землі.
Під час першої світової війни село було знищене майже вщерть. Львівський часопис «Czas» відніс село Яснище до категорії: «залишились де-не-де якісь мури та де-не-де якісь господарські будівлі». До серпня 1918 року жодної допомоги від держави для відновлення нормального життя не надходило.
У 1928 році в Яснищах Болеслав Мйончинський мав у своїй власності 222 гектари землі. На той час в селі діяв споживчий кооператив «Сила» та винокурня Ф. Йоллєка.

## Друга світова війна (1939—1945)
На фронтах Другої світової війни у лавах радянської армії воювали 57 жителів села Яснище. 17 осіб загинули, а 25 осіб за бойові заслуги нагороджені орденами та медалями. 

### Радянські репресії та діяльність УПА (1944—1953)
У ніч на 1 червня 1949 року в селі Яснище бійцями УПА було вбито голову сільради Максиміва Петра Лук'яновича та секретаря сільради Бойчука Петра Федоровича. У відповідь на цю акцію радянська влада заарештувала двох учасників підпілля ОУН та підготувала на виселення до Сибіру шість сімей. 
Протягом 1947—1954 років через допомогу УПА, а найчастіше за сфабрикованими обвинуваченнями, окупаційною радянською владою було незаконно засуджено та відправлено на спецпоселення до Сибіру близько 20 осіб, серед них, родини Демчуків, Музичків, Плескалюків, Слатюків, Телегів. Реабілітовані Львівською обласною прокуратурою у 1991—1992 роках.

## Шкільництво
Ґміна Яснище на початку липня 1873 року постановила збудувати в селі Яснище школу з руською мовою навчання. З цією метою зобов'язала громаду відремонтувати будівлю виділену під майбутню школу разом з помешканням вчителя та утримувати їх у доброму стані, надати землю для створення шкільного саду (не менше 0,2 га), оплачувати роботу кожного вчителя помісячно, із розрахунку 160 золотих ринських на рік. Також громада мала забезпечити опалення будинку взимку, тобто привезти 14 фір деревини і ще 3 фіри (за потреби) та порубати цю деревину; сплачувати щорічно 4 злотих на шкільні видатки — на забезпечення шкільної обслуги з числа місцевих селян або виділяти на неї 10 злотих. Зазначена вище субсидія наразі доповнюється національною шкільною радою на рік та субсидією 30 злотих ринських. Пан Мйончинський, як власник села, взяв на себе зобов’язання за вищевказаною субсидією. Аби звільнити громаду від тягаря покриття витрат на школу, він 18 червня 1873 року погодився виплачувати 12 злотих щорічно на шкільні потреби, а також мав право рекомендувати вчителя для школи. Упродовж 1873—1874 років посада вчителя була вакантною. Можливо, що до вересня 1874 року не було полагоджено усіх формальностей.
Першим вчителем у ясницькій школі був Вільгельм Карнелі, призначений на цю посаду 1875 року. Громада села була дуже невдоволена його діяльністю через те, що він зневажаючи законом про мову викладання у школах, з першого класу примушував дітей вивчати польську мову, а не українську, хоча в класі не було жодної польської дитини. За цим законом польську мову можна було  викладати починаючи з другого класу. Наприклад, при складанні іспиту за перше навчальне півріччя хлопці ледве декілька літер з латинської абетки могли написати, а натомість, жодної української не знали. Пан Мйончинський, як делегат шкільної ради, звернув увагу на те, що не потрібно вести таким чином навчання, оперте на фальшивий патріотизм, а хоча би з другого півріччя розпочати навчання руською (українською) мовою. Невідомо, чи Карнелі узяв це до уваги. Також селяни були незадоволені моральними якостями вчителя. До школи він часто приходив у нетверезвому стані, а поза школою гульвіса не пропускав жодних поминок та хрестин. Громада неодноразово повідомляла про витівки Карнелі до повітової шкільної ради, але жодної реакції не було. Лише 1876 року Вільгельма Карнелі звільнено, а на його місце призначений Юліан Долінський.
У подальші роки у школі вчителювали: Владислав Рижевський (1877—1878 роки), Францішка Сокульська (1879—1880 роки), Ієронім Білінський (1880—1881 роки), Єллінек Рудольф (1881—1884 роки), Пауліна Пелліх (1884—1888 роки), Созонт Ходоровський (1888—1891 роки). За вчителювання Емельяна Гудими (1891—1896 роки) школа стала однокласною., де у наступні роки вчителювали: Григорій Назаревич (1896—1898 роки), Осядач Антоній (1898—1900), Рапацька Марія (1900—1901), Йосафат Шебець (1901—1902 роки), Александер Чехович (1902—1904 роки), Станіслав Вйончковський (1904—1911 роки), Худзік Фрацішек (1911—1913), Яворський Казимир (1913—1914).
Під час першої світової війни село перебувало на лінії фронту і було знищено майже вщерть, у тому числі була зруйнована й школа.
У 1924 році в селі існувала однокласна польськомовна школа, де навчалося 60 дітей, більшість, з яких — 45 дітей, були українцями. У 1925—1926 навчальному році навчання відбувалося в приміщенні площею 13,6 м². На той час мовою навчання була польська. Школу відвідувало 80 дітей, котрих навчав 1 вчитель.

## Населення

### Мова
Розподіл населення за рідною мовою за даними перепису 2001 року:
| Мова       | Відсоток |
| ---------- | -------- |
| українська | 99,52%   |
| російська  | 0,48%    |

## Церква святої Анни та парафія
На околиці села поруч з цвинтарем нині розташована церква святої Анни, яка належить сільській громаді УГКЦ. 
За ініціативи та коштом Юзефа Мйончинського, який мешкав у селі, 1904 року була споруджена каплиця. У міжвоєнний період місцева парафія УГКЦ налічувала 160 дворів і була дочірньою до парафії села Кутище. У воєнний час каплиця була лікарнею, бо в цьому місці стояв фронт. Після війни в каплиці була ткальня льону. Подальшого догляду за спорудою не було, що призвело до її руйнування. 
В часи підпілля користали духовної опіки в довколишніх селах, де церкви були відкриті — села Серетець, Попівці та селища Підкамінь та Олесько. У 1989 році громада села узгодила питання ремонту каплиці, пристосовуючи її під церкву східного обряду. Богослужіння у храмі розпочав о. Ярослав Домінський, продовжили о. Степан Сирота, о. Василь Чайківський, о. Володимир Бойко, о. Ярослав Войтів. 

## Меморіали, пам'ятники

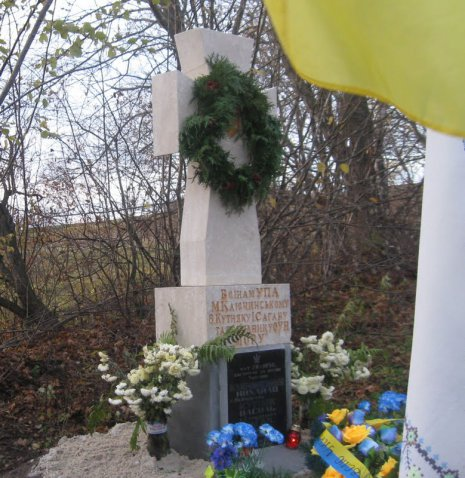
Пам'ятний хрест воїнам УПА в селі Яснище

- В межах реалізації програми Львівської обласної ради зі встановлення пам'ятних знаків на місцях загибелі воїнів УПА та інших борців за незалежність України[44], 4 листопада 2012 році в селі Яснище на місці криївки, де 28 жовтня 1950 року в бою з підрозділом НКВС загинули повстанці — Саган Іван (псевдо — «Зимний», «Страшний») і Кутняк Василь (псевдо — «Кучерявий») з с. Стиборівка, Ключинський Михайло (псевдо — «Дунайчик») з с. Вербівчик та кущовий провідник ОУН «Мор» (ймовірно з Тернопільщини), встановлений пам'ятний знак воїнам УПА[45]. За декілька днів пам'ятний знак був зруйнований невідомими особами[46], а згодом відновлений.

## Відомі люди

### Мистецтво
- Ваврик Василь Романович — український письменник, літературознавець, історик, москвофіл.

### Релігія
- Колумба Білецька — засновниця згромадження сестер Домініканок, на місці її батьківської хати встановлено фігуру Матері Божої[43].

### Учасники визвольних змагань
- Бицик Дмитро - український діяч діаспори, член ОУН, меценат.
- Довган Іван Михайлович (псевдо — Коля»; нар. 1925) — вояк УПА. У листопаді 1945 року мобілізований до сотні УПА «Свобода», де вивчав військову справу. Засуджений 23 серпня 1946 року. У реабілітації відмовлено 23 липня 1993 року[47].
- Саган Іван Васильович (псевдо — «Зимний», «Страшний»; 17 липня 1921, Стиборівка — 28 жовтня 1950, Яснище) — інформатор СБ кущового проводу ОУН, освіта — початкова. Член ОУН з часів німецької окупації. У лавах збройного підпілля ОУН з весни 1944 року. Стрілець боївки СБ Підкамінського районного проводу ОУН (1944—?), а відтак — інформатор СБ кущового проводу ОУН (?—10.1950). Загинув у криївці внаслідок зради[48]. Разом з ним загинули ще троє повстанців — стрільці Ключинський Михайло (псевдо — «Дунайчик» з села Вербівчик), Кутняк Василь (псевдо — «Кучерявий» з села Стиборівка) та кущовий провідник ОУН «Мор» (ймовірно з Тернопільщини).